# Костюмер (фільм, 2015)
«Костюмер» (англ. The Dresser) — британський драматичний телевізійний фільм 2015 року режисера Річарда Ейра, заснований на п'єсі Рональда Гарвуда 1980 року.
У головних ролях зіграли Ієн Мак-Келлен, Ентоні Гопкінс, Емілі Вотсон, Ванесса Кірбі, Сара Ланкашир та Едвард Фокс. Історія досліджує стосунки між старіючим шекспірівським актором та його театральним костюмером, а також іншими членами його театральної трупи, які борються з наближенням старості та непотрібності. Як і п'єса, яка є його основою, центральні стосунки у фільмі розгортаються на фоні того, як театр грає виставу за п'єсою Вільяма Шекспіра «Король Лір».
Прем'єра відбулася 31 жовтня 2015 року на «BBC Two».

## Сюжет
В основі фільму – стосунки між старіючим шекспірівським актором, якого називають «Сер», та його театральним костюмером Норманом. Дія повністю відбувається за лаштунками (і ненадовго на головній сцені) лондонського театру під час Бліцу.
Нормана розповідає дружини Сера, «Її Світлості», про ситуацію, свідком якої він став, і після якої змушений був відвести Сера до лікарні. У нього очевидні психічні розлади, втома тощо. Ситуація ускладнюється тим, що на вечір запланована вистава «Король Лір» зі Сером у титульній ролі. У театрі починають говорити про можливість скасування вистави через хворобу. Норман, який працює костюмером у Сера майже тридцять років, ніколи не бачив, щоб трупа скасовувала виставу. Благає Її Світлість та керівника трупи Мадж відкласти скасування вистави та дозволити йому відвідати сера в лікарні. Коли він благає, сер знову з'являється у своїй гримерці, «виписавшись» з лікарні.
Сер наполягає, щоб йому дозволили підготуватися до вечірньої вистави, що призводить шок і жах на Її Світлість та Медж. Очевидно виснажений та наближений до деменції, літній Сер вважає кожну виставу важливою для своєї репутації шанованого класичного актора. Сер починає готуватися між нападами амнезії та ревнивим плачем, випадково очорнивши себе на роль Отелло замість Короля Ліра та забувши початкові рядки, з яких розпочинається його роль. Тим часом Норман намагається розрядити свій запальний характер дурницями та спогадами. Її Світлість та Медж намагаються навідатися до Сера, але Норман відмовляється впускати їх. Різні члени трупи, чисельність яких зменшувалася через втрату молодих акторів у війні в Європі, з'являються на розмову із Сером, включно із гарненькою молодою акторкою Ірен, з якою Сер поводиться неналежним чином; скромного Торнтона, що змушений надягати непідходящу йому роль Блазня; і стриманий Оксенбі в ролі Едмунда, який відмовляється «втручатися» та допомагати у закулісній частині вистави. До того ж Сер намагається написати свої мемуари, але безуспішно.
Вистава нарешті починається, коли сором'язливий, але явно спраглий уваги Норман виставляє себе дурнем у своїй промові перед завісою, попереджаючи про повітряну тривогу. Коли вистава наближається до першого виходу Сера, неясно, чи зможе він фізично грати; однак, спочатку пропустивши свою репліку, він починає пристрасне, натхненне виконання найважливіших монологів п'єси. Оксенбі неохоче допомагає із закулісним звуком для сцени бурі, тоді як Норман явно насолоджується будь-якою роллю, яку йому надають у веденні постановки.
Під час антракту Сер повертається виснажений до своєї гримерки, поки Норман вітає його та готує перепочити до наступного виходу; проте Її Світлість входить і будить його, благаючи залишити акторську кар'єру після вистави. Сер відмовляється, і Її Світлість оплакує його егоцентричну, егоїстичну натуру та власний вибір жити в його тіні. З'ясовується, що Сер відмовився розлучитися зі своєю першою дружиною заради Її Світлості, бо сподівався зберегти право на лицарське звання. Вона погрожує назавжди покинути трупу та Сера, але той благає її не йти. У наступній розмові з Медж, він заповідає їй зошит із вирізками з преси, театральними рецензіями щодо його кар'єри, та дарує сімейну перстень від актора Едмунда Кіна. Медж зізнається, що кохає Сера з самого початку її роботи в трупі. Згодом до гримерки входить Ірен, і Сер здійснює до неї сексуальні домагання. Норман повертається та ревниво підслуховує через двері.
Вистава відновлюється, і Сер продовжує свою виняткову гру. Після того, як завіса опускається, він переодягається з костюма та виявляє певну ніжність до Нормана, запитуючи, що з ним станеться, якщо вони не зможуть продовжувати грати. Норман відкидає навіть саму думку про це. З'являється Торнтон і висловлює свою радість від того, що зіграв головну роль Блазня. Сер стає відстороненим та замкнутим, відкидаючи спроби Нормана підбадьорити та підготуватися до наступної вистави «Річарда III». Її світлість, здається, зловмисно бажає на добраніч, а потім Оксенбі применшує авторитет Сера в трупі. Той засмучується, а спроби Нормана втішити його здебільшого ігноруються. Норман стверджує, що він «ніколи не впадає у відчай» і стверджує, що його не хвилює власна спадщина, на відміну від Сера. Сер просить Нормана прочитати вголос присвяту до своїх мемуарів, які містять згадку Її Світлості та «духу всіх акторів і тих, хто виконує роботу театру… і пам'яті Вільяма Шекспіра». Під час читання Нормана, Сер помирає. Норман поступово усвідомлює це, засмучується та починає злитися на нього, що той навіть не згадав його у присвяті. Він кличе Медж, яка телефонує Її Світлості. Під час цього Норман дописує до списку присвят «костюмера». Норман залишається наодинці з тілом сера. Він починає розповідати одну з історій, які колись тішили сера, але зупиняється на півслові.

## У ролях
- Ієн Мак-Келлен — Норман
- Ентоні Гопкінс — «Сер» / Король Лір
- Емілі Вотсон — Її світлість / Корделія
- Сара Ланкашир — Медж
- Ванесса Кірбі — Ірен
- Едвард Фокс — Торнтон
- Том Брук — Оксенбі / Едмунд
- Джон Ештон — Глостер
- Ієн Коннінгем — Кент
- Анналіза Россі — Гонерілья
- Гелен Бредбері — Регана
- Карл Сандерсон — Корнуел
- Метью Коттл — Олбені

## Виробництво та сприйняття
Зйомки розпочалися у Лондоні у березні 2015 року.
Фільм був номінований на премію «Золотий глобус» у категорії «Найкращий мінісеріал або телевізійний фільм». Ієн Мак-Келлен отримав номінацію BAFTA за свою роль.
За відгуком Ліни Віртанен з «Helsingin Sanomat», «Костюмер» має витонченість та підкреслення театрального мислення 1980-х років, але провідні актори не вдаються до перебільшення. Вона вважає телевізійну виставу часом дуже захопливою, але, можливо, не зовсім на смак сучасного глядача. Юссі Кар'ялайнен описав «Костюмера» як театральну телевізійну постановку та частину стійкої традиції вигадки в художній літературі, в якій шекспірівські театральні трупи досліджують сутність свого майстра, а через неї – власні его та дилеми.

## Нагороди та номінації
| Рік  | Нагорода          | Категорія                                                 | Номінант       | Результат |
| ---- | ----------------- | --------------------------------------------------------- | -------------- | --------- |
| 2016 | BAFTA Awards      | Найкращий актор другого плану                             | Ієн Мак-Келлен | Номінація |
| 2016 | Премія «Супутник» | Найкращий актор в мінісеріалі або телефільмі              | «Костюмер»     | Номінація |
| 2016 | Премія «Супутник» | Найкраща акторка (міні-серіал або фільм) на телебаченні   | Емілі Вотсон   | Номінація |
| 2016 | Премія «Супутник» | Найкращий актор в мінісеріалі або телефільмі              | Ентоні Гопкінс | Номінація |
| 2017 | Золотий глобус    | Найкращий мінісеріал або фільм, створений для телебачення | «Костюмер»     | Номінація |